# Geert Barbry
Geert Barbry (18 februari 1970) is een Belgisch sportbestuurder en voormalig voetbalscheidsrechter.

## Levensloop
Barbry behaalde in 2008 een bachelor secundair onderwijs aan Katho-Reno te Torhout. Later behaalde hij daarnaast een master in de opleidings- en onderwijswetenschappen aan de Universiteit Antwerpen. In 2009 ging hij aan de slag als leerkracht aan het Sint-Jozefscollege te Torhout. Een functie die hij uitoefende tot hij in 2022 werd aangesteld als directeur van het Sint-Bernarduscollege te Nieuwpoort.
Daarnaast was hij tot 2012 actief als scheidsrechter in de eerste klasse van het Belgisch voetbal. In 2022 werd hij aangesteld als voorzitter ad interim van Cycling Vlaanderen. In deze hoedanigheid volgde hij Filiep Jodts op. In april 2023 werd hij volwaardig voorzitter van deze organisatie. Hieraan voorafgaand was Barbry voorzitter van de West-Vlaamse provinciale afdeling van deze sportbond. Aldaar werd hij opgevolgd door Bjorn Leenknegt.